# La Grande Comédie
La Grande Comédie est une salle de théâtre parisienne créée en 2005, située 40 rue de Clichy dans le 9e arrondissement de Paris. Cette salle est gérée par Hazis Vardar, également propriétaire d'autres salles en France.
La programmation est exclusivement consacrée aux comédies de boulevard et one-man-shows. 

## Présentation de la structure et historique
Ce théâtre est composé de deux salles : 
1. La grande salle, dite « salle 1 », d'une capacité de 400 places, qui a accueilli par le passé entre autres Omar et Fred, Max Boublil, Les Lascars gays, Boire, fumer et conduire vite de Philippe Lellouche, la pièce Le Président, sa femme et moi de Bernard Uzan ou Le Clan des divorcées d'Alil Vardar ;
2. La petite salle, dite « salle 2 », d'une jauge de 100 places, qui a notamment accueilli les humoristes Naïm, Thierry Garcia, Éric Collado et diverses pièces de théâtre telles que Les colocs de Robert Punzano, Ma sœur est un boulet d'Éléonore Bauer, Couscous aux lardons de Farid Omri ou encore 10 ans de mariage d'Alil Vardar.

## Spectacles présentés
La programmation actuelle en Mars 2024[Quand ?] est composée de : 
- dans la grande salle :
  - Star d'un Soir, écrit et mis en scène par Alil Vardar, avec Alil Vardar, Claudia Cochet ou Geneviève Gil, Jérôme Lenôtre ou Hugues Hausman, Alain Posture ou Sébastien Siloret, Alil Vardar, Antonin Passavy, Vanessa Fery, Esteban Challis, Patricia Samuel
- dans la petite salle :
  - Pourquoi les femmes aiment les connards ?, écrit et mis en scène par Patrick Hernandez, avec en alternance Lorenzo Beri (ou Timur Demir, Antonin Dobrowolska, Benjamin Elharrar, Arnaud Richaud) et Louise Cassin (ou Marie Courandiere, Ruthy Devauchel, Emmeline Naert).